# Работорговля в средневековой Боснии
Работорговля в средневековой Боснии — торговля рабами, существовавшая в Боснии с XIII по XV века.
Рынками сбыта боснийских рабов служили Средиземноморье и страны Востока. Центрами торговли боснийскими рабами была долина реки Неретвы и Дубровник. При продаже раба обязательно составлялся акт купли-продажи, подтверждавшийся нотариусами далматинских городов. Основными причинами боснийской работорговли выступала бедность населения и обвинения в принадлежности к Боснийской церкви и другим ересям.

## История

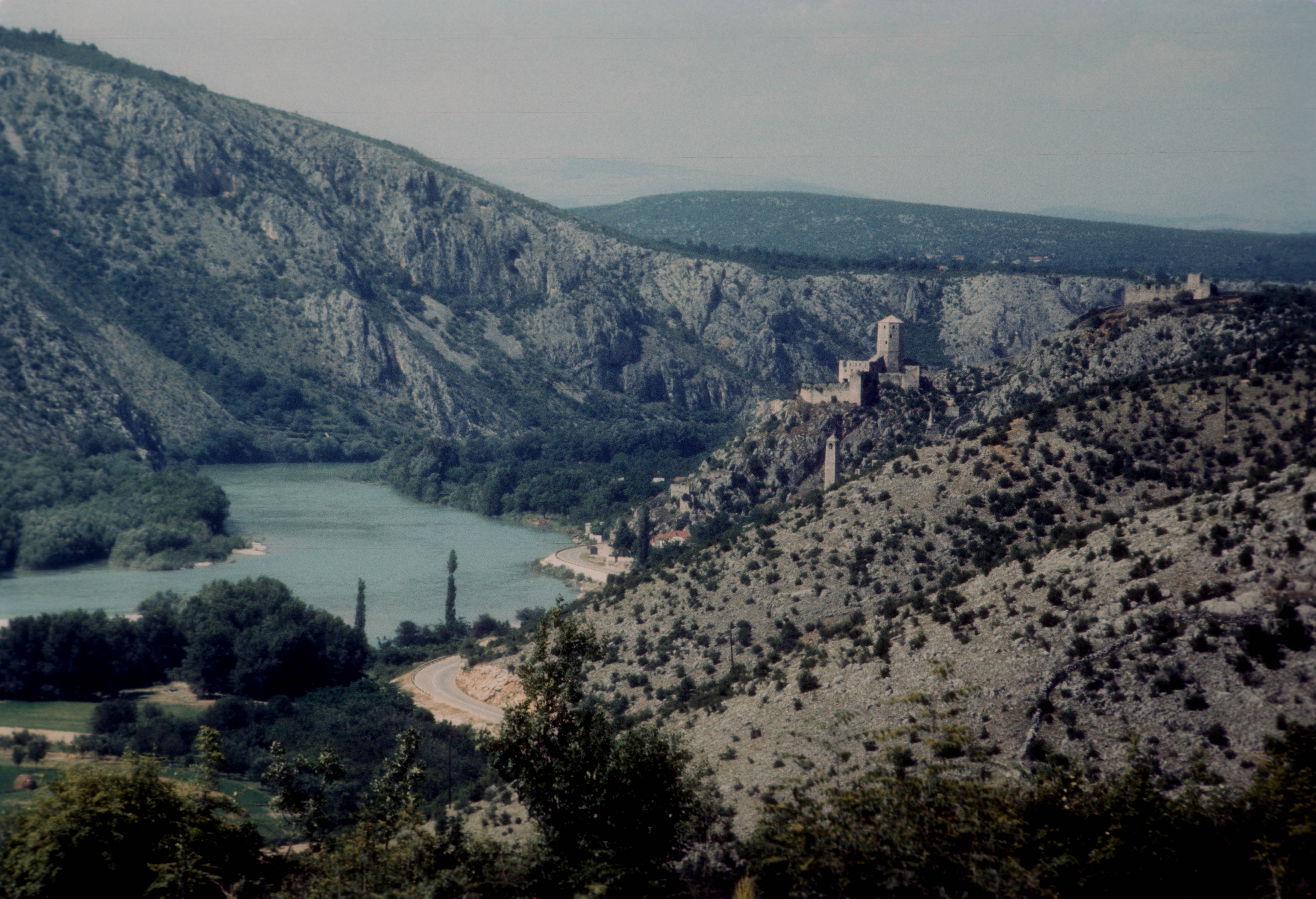
По Неретве проходил торговый путь (via Narente, via Chelmi), связывавший Боснию с морем

Славянское население Далмации в X веке захватывалось и увозилось в рабство пиратами, приплывавшими из испанской Андалусии (район Альмерии), которая в то время находилась под властью арабов. Известно, что в Андалусии рабы славянского происхождения под названием сакалиба существовали ещё в IX веке. В продаже рабов в Испанию участвовали венецианские купцы. Знаменитые рынки работорговли в Средние века располагались в Генуе, Венеции и Дубровнике.
В Боснии рабы впервые упоминаются в XI веке: в 1080 году на торгу Дриева в долине Неретвы был продан раб по имени Марко, сын Радослава из Неретвы. Босния была важным поставщиком рабов в города Средиземноморья. Боснийские рабы массово вывозились из страны контрабандным путём. Боснийские рабы происходили в основном из долин рек Врбаса, Усоры, Саны и Босны. Так, в 1283 году 25 проданных рабов происходили из долины Босны, 3 из долины Врбаса, один из долины Усоры и один из долины Саны. Одним из источников работорговли выступали еретики, пленённые в ходе крестовых походов на Боснию. Так, в после крестового похода 1248 года в рабство было уведено несколько тысяч еретиков, которые были впоследствии проданы на европейских рынках. В Дубровнике XIII—XIV веков большинство продаваемых рабов происходили из Боснии. В рабство продавались даже дети. В XIII—XV веках рынок славянских рабов существовал также в Причерноморье, где торговлю вели купцы из Венеции и Генуи.
Кроме рабов (лат. servitus) в городах Далмации существовали и слуги (лат. servitium), иногда состоявшие из целых семей, продававшие себя на определённый срок. По мнению К. Иречека, количество продаваемых рабов до XIV века превышало количество слуг; в XIV веке слуг стало больше, чем рабов. Так, за 1310 год в Дубровнике на 128 нанятых слуг пришлось 10 проданных рабов. В 1311 году появились пожизненные слуги. Среди продаваемых рабов наиболее часто фигурируют мужские имена Милован и Обрад и женские — Борка, Вольна, Йелка, Краина, Милица, Миляна, Радослава, Ратка, Стана, Станислава. Дубровницкие источники рассказывают о женщине по имени Зорица из долины реки Саны, которая «до смерти» была продана жителю Дубровника; о некоем Радоване из Боснии, который «на 10 лет» был продан портному по имени Никола. Во времена турецких набегов на Боснию в конце XIV века боснийцы, попавшие в плен у туркам, получали мусульманские имена и продавались в рабство. Так например, 10 июня 1390 года купец из Барселоны приобрёл у жителя Дубровника четырёх рабов мужского пола, носивших мусульманские имена. В 1416 году продажа рабов в Дубровнике была запрещена. Это не означало мгновенного закрытия работорговли, тем не менее в первой половине XV века она значительно сократилась.